# Zeppelin

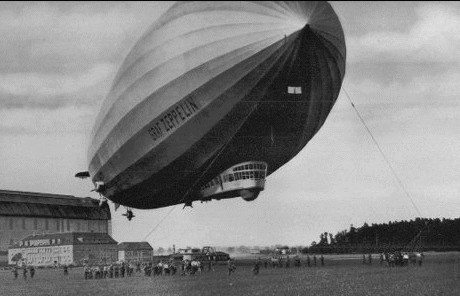
L'LZ 127 Graf Zeppelin, lo Zeppelin più famoso

Lo Zeppelin è un tipo di dirigibile rigido sviluppato in Germania ai primi del Novecento. Prende il nome dal suo ideatore, il conte Ferdinand von Zeppelin e dalla ditta costruttrice fondata nel 1908 Luftschiffbau Zeppelin GmbH, che completò la costruzione di 119 dirigibili fino al 1938.

## Descrizione
Il successo ottenuto da queste aeronavi tra gli anni dieci e gli anni trenta fa sì che "Zeppelin" indichi per antonomasia il dirigibile rigido, anche se, specialmente in lingua inglese il termine "zeppelin" può essere riferito a un generico dirigibile, sia esso, rigido, semirigido o floscio.
Le caratteristiche principali degli Zeppelin rimasero le stesse nel corso di uno sviluppo durato oltre trent'anni. Struttura rigida in alluminio, rivestita esternamente in tela trattata. All'interno dell'involucro più celle (palloni) per il gas (idrogeno). Esternamente erano installate le gondole motore, dove erano montati motori a scoppio azionanti le eliche propulsive, e la gondola di comando. Sugli Zeppelin destinati al servizio di linea gli spazi passeggeri o erano ricavati in prolungamenti della gondola di comando oppure nella parte inferiore dell'involucro. Tali caratteristiche generali furono riprese anche dagli altri costruttori di dirigibili rigidi in Francia, Regno Unito, Stati Uniti d'America e nella stessa Germania, dove, negli anni della prima guerra mondiale era attiva la "rivale" Schütte-Lanz. Fu proprio quest'ultima a introdurre gli impennaggi cruciformi, soluzione ripresa dalla stessa Zeppelin. Comunque lo Zeppelin non fu il primo tipo di dirigibile rigido: il primato va all'aeronave di David Schwarz del 1897, i cui progetti furono acquistati dal conte von Zeppelin.
Il primo impulso per la produzione industriale delle aeronavi fu, dopo la fondazione dell'impresa di costruzione delle aeronavi, la costituzione nel 1909 della prima compagnia aerea commerciale: la DELAG (Deutsche Luftschiffahrts-AG). Entrambe le imprese avevano sede a Friedrichshafen sul Lago di Costanza.

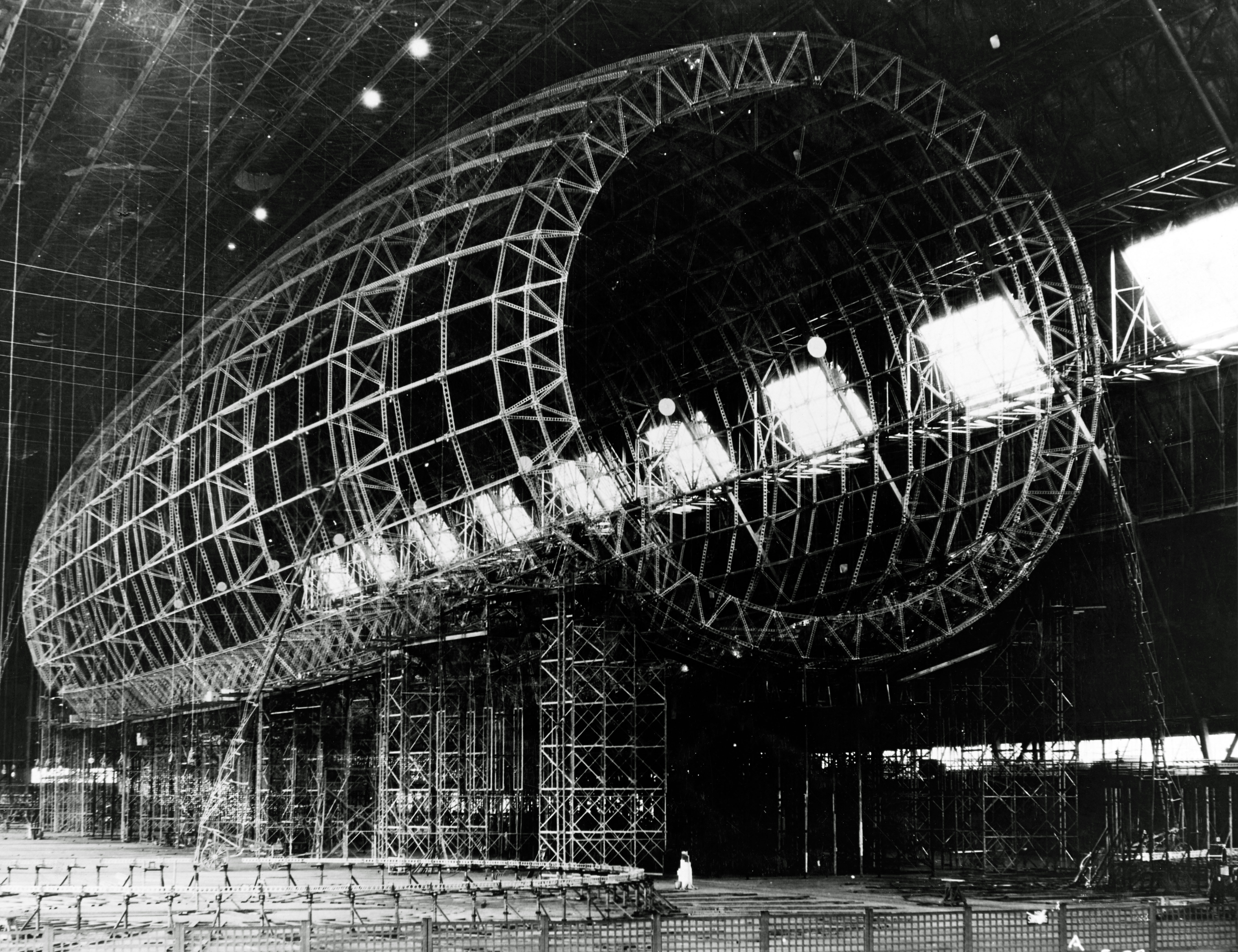
Il telaio dello Zeppelin-Goodyear Akron in fase di assemblaggio, novembre 1930

Con lo scoppio della prima guerra mondiale, il dirigibile trovò largo impiego come bombardiere e ricognitore d'altura. Il principale impulso derivò dalla Kaiserliche Marine e da Peter Strasser. Terminata la guerra, nonostante le condizioni del trattato di Versailles, gli Zeppelin tornarono al successo grazie a Hugo Eckener, che aveva preso la direzione della ditta alla morte del conte von Zeppelin nel 1917. 
Maestro della pubblicità e abile capitano, Eckener fece raggiungere agli Zeppelin l'apice della fama. In questo periodo la DELAG manteneva rotte regolari dalla Germania agli Stati Uniti e al Brasile. Il dirigibile di maggior successo di quel periodo fu l'LZ 127 Graf Zeppelin che percorse oltre un milione e mezzo di chilometri di navigazione, compresa la circumnavigazione del globo con un dirigibile, a tutt'oggi l'unica.
La Grande depressione e la ascesa al potere del Partito Nazista in Germania contribuirono al tramonto dei dirigibili per il trasporto di passeggeri. In particolare, tra Eckener e i nazisti correva un'antipatia intensa e reciproca. La Zeppelin venne nazionalizzata dal governo tedesco a metà degli anni 1930 e chiuse pochi anni dopo a seguito del disastro del LZ 129 Hindenburg, nel quale l'ammiraglia della Zeppelin prese fuoco in fase di atterraggio.
A ogni modo, durante circa venti anni di operatività come compagnia aerea privata, fu un'azienda profittevole e con un perfetto record dal punto di vista della sicurezza, almeno fino al disastro dell'Hindenburg.

## Storia degli Zeppelin

### Il primo Zeppelin
Nel libro "Zeppelins and Super-Zeppelins", l'autore R. P. Hearne sostiene che il primo progetto di un dirigibile fu creato da un tale Spiess, francese d'Alsazia che provò anche a patentare la sua idea. Hearne sostiene poi che il conte Ferdinand von Zeppelin rubò l'idea a Spiess durante il suo soggiorno come soldato in Alsazia durante la guerra franco-prussiana del 1870-1871.

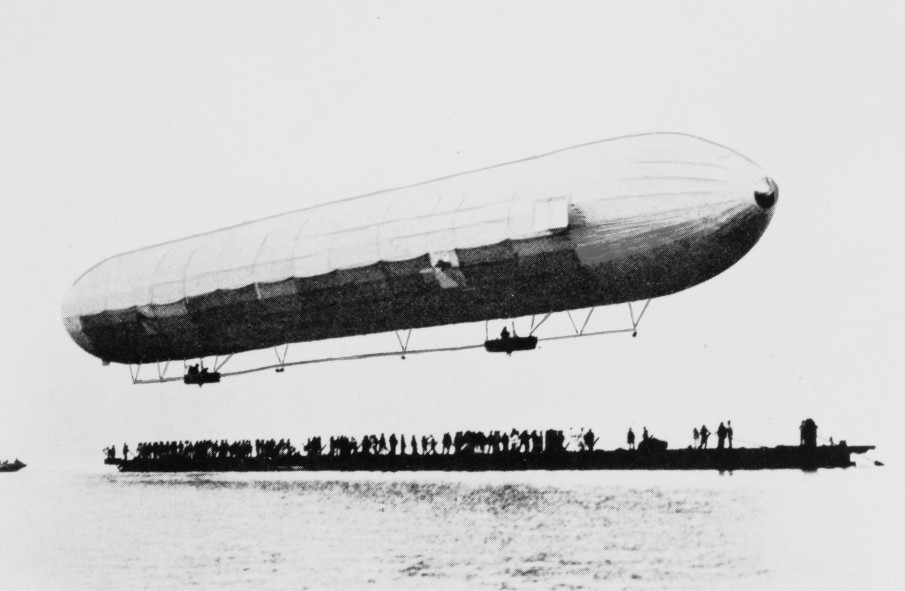
Lago di Costanza 2 luglio 1900,
il battesimo dell'aria del primo Zeppelin, l'LZ 1

Secondo altre fonti, il conte si interessò alla costruzione di un "pallone dirigibile" dopo la suddetta guerra, durante la quale assistette all'uso di palloni da parte dei francesi, durante l'assedio di Parigi. Inoltre, poté osservare l'uso militare dei palloni nel 1863 durante la guerra di secessione americana, alla quale partecipò come osservatore militare per l'Unione.
Egli iniziò a perseguire seriamente il suo progetto poco dopo il suo ritiro dall'esercito nel 1890, all'età di 52 anni. Il 31 agosto 1895, ottenne un brevetto che comprendeva le seguenti caratteristiche principali, non tutte effettivamente implementate:
- uno scheletro rigido in alluminio di forma snella, fatto da anelli e travature orizzontali;
- lo spazio per il gas suddiviso in tante piccole celle cilindriche;
- la possibilità di navigare usando timone e pinne di elevazione;
- due navicelle separate, collegate rigidamente allo scheletro;
- propulsori montati all'altezza della massima resistenza dell'aria;
- la possibilità di collegare diverse aeronavi come i vagoni di un treno.

Un comitato di esperti a cui presentò il piano nel 1894 mostrò poco interesse, così il conte si mise in proprio per realizzare la sua idea. Nel 1898 fondò la Gesellschaft zur Förderung der Luftschiffahrt (Compagnia per la promozione del volo con aeronavi), contribuendo egli stesso a più della metà degli 800 000 marchi del capitale sociale. Delegò l'implementazione tecnica all'ingegner Theodor Kober e più tardi a Ludwig Dürr.
La costruzione del primo Zeppelin iniziò nel 1899 su una piattaforma di assemblaggio galleggiante, sul lago di Costanza nella baia di Manzell, a Friedrichshafen. Questa scelta era intesa a facilitare la difficile procedura di decollo in quanto la piattaforma poteva essere facilmente allineata alla direzione del vento. Il primo prototipo, l'LZ 1 (LZ sta per "Luftschiff Zeppelin") aveva una lunghezza di 128 m, ed era mosso da due motori a scoppio Daimler da 14,2 CV e bilanciato spostando un peso tra le due navette.
Il primo volo di uno Zeppelin avvenne il 2 luglio 1900. Durò solo 18 minuti, fino a quando l'LZ 1 fu costretto ad atterrare sul lago, dopo che il meccanismo di avvolgimento del peso di bilanciamento si ruppe. Dopo la riparazione, la tecnologia si rivelò efficace nei voli successivi, battendo il record di velocità di 6 m/s dell'aeronave francese "La France" di ben 3 m/s, ma non riuscì ancora a convincere i possibili investitori. Con le risorse finanziarie completamente esaurite, il conte von Zeppelin fu costretto a disassemblare il prototipo e chiudere la compagnia.

### La doppia rinascita
Fu soprattutto grazie agli entusiasti dell'aviazione che l'idea di von Zeppelin ebbe prima una seconda e poi una terza possibilità e poté svilupparsi in una tecnologia ragionevolmente affidabile; solo allora, le aeronavi poterono essere usate profittevolmente per l'aviazione civile e vendute ai militari.
Le donazioni e i profitti di una speciale lotteria, assieme a qualche finanziamento pubblico e ad altri 100 000 marchi messi a disposizione dal conte von Zeppelin stesso, permisero la costruzione dell'LZ 2, che decollò per la prima e unica volta il 17 gennaio 1906. Dopo che entrambi i motori si ruppero, lo Zeppelin fu costretto a un atterraggio forzato sulle Alpi dell'Algovia, dove, mentre era provvisoriamente ancorato, fu danneggiato da una tempesta senza alcuna possibilità di essere riparato.
Il suo successore, il modello LZ 3, che incorporava tutte le parti ancora utilizzabili dell'LZ 2, fu il primo Zeppelin ad avere reale successo, coprendo un totale di 4 398 km durante 45 voli, fino al 1908. Ora la tecnologia risultò interessante anche per l'esercito tedesco, che comprò l'LZ 3 e lo rinominò Z I, utilizzandolo come nave scuola fino al 1913, quando venne dismesso perché tecnologicamente datato.
L'esercito era anche disposto a comprare lo LZ 4, ma richiese una dimostrazione che il dirigibile potesse rimanere in volo per 24 ore. Mentre cercava di soddisfare la richiesta, l'equipaggio dell'LZ 4 dovette fare una sosta intermedia a Echterdingen vicino a Stoccarda. Qui, una tempesta strappò il dirigibile dall'ancoraggio nel pomeriggio del 5 agosto 1908: esso si schiantò quindi contro un albero, prese fuoco e finì incenerito. Nessuno si ferì seriamente, anche se due tecnici che riparavano i motori sfuggirono solo con un salto arrischiato. 
Questo incidente avrebbe certamente portato a un nuovo fallimento economico del progetto, ma uno spettatore nella folla iniziò spontaneamente una raccolta di donazioni che giunse all'impressionante cifra di 6 096 555 marchi. Il conte poté così fondare la Luftschiffbau Zeppelin GmbH (costruzioni aeronavali Zeppelin s.r.l.) e creare la Fondazione Zeppelin: il progetto Zeppelin non solo risorse come la Fenice dalle ceneri, ma ottenne anche una considerevole sicurezza finanziaria.

### Gli Zeppelin prima della Grande Guerra
Negli anni successivi, e fino allo scoppio della prima guerra mondiale nell'estate del 1914, furono costruiti un totale di altri 21 Zeppelin, dal modello Z 5 al modello LZ 25.
Nel 1909, l'LZ 6 divenne il primo Zeppelin a essere usato per il trasporto commerciale di passeggeri. Fu adottato a tale scopo dalla prima compagnia aerea del mondo, l'appena fondata Deutsche Luftschiffahrts-AG (DELAG). Altri sei dirigibili vennero venduti alla DELAG fino al 1914, e ricevettero dei nomi in aggiunta al numero di produzione, ad esempio: LZ 11 "Viktoria Luise" (1912) e LZ 17 "Sachsen" (1913). Quattro di queste aeronavi vennero distrutte in incidenti, principalmente mentre venivano trasferite nei loro hangar, senza vittime.
Complessivamente le aeronavi della DELAG viaggiarono per circa 200 000 km, trasportando circa 40 000 passeggeri.
I rimanenti quattordici Zeppelin dell'anteguerra furono acquistati dall'esercito e dalla marina tedeschi, che etichettarono i loro apparecchi Z I/II/... e L 1/2/..., rispettivamente. Durante la guerra, l'esercito cambiò il suo schema due volte: dopo lo Z XII, passarono a usare i numeri LZ, aggiungendo più tardi un 30 per mascherare la produzione totale.
Quando la prima guerra mondiale scoppiò, i militari si accaparrarono anche i tre restanti dirigibili della DELAG. A quell'epoca, ne avevano già dismessi tre, mentre altri cinque vennero persi in incidenti, in due dei quali perirono delle persone: una tempesta spinse lo Zeppelin della marina LZ 14 "L 1" in fondo al Mare del Nord, affogando quattordici soldati, e l'LZ 18 "L 2" scoppiò in fiamme a causa dell'esplosione di un motore, uccidendo l'intero equipaggio.

La spiegazione ufficiale fu la seguente:

Nel 1914, gli Zeppelin avevano una lunghezza di 150-160 m e un volume di 22 000-25 000 m3, che permetteva loro di trasportare carichi di circa 9 tonnellate. Erano di solito mossi da tre motori Maybach-Motorenbau da 200 CV ciascuno, e potevano raggiungere velocità di circa 80 km/h.

### Gli Zeppelin durante la prima guerra mondiale
Gli Zeppelin vennero usati come bombardieri durante la prima guerra mondiale ma non ebbero molto successo. All'inizio del conflitto il comando tedesco riponeva grandi speranze in questi apparecchi, che sembravano avere notevoli vantaggi sugli aeroplani dell'epoca, erano quasi altrettanto veloci, meglio armati e con una capacità di carico in bombe superiore, oltre a un raggio d'azione e una durata enormemente maggiori. Ma tutti questi vantaggi non si tradussero bene nella realtà.
Il primo impiego offensivo degli Zeppelin fu solo due giorni dopo l'invasione del Belgio, un singolo dirigibile, lo Z VI venne danneggiato dalle mitragliatrici e costretto ad atterrare nei pressi di Colonia. Altri due Zeppelin vennero abbattuti in agosto e uno fu catturato dai francesi. Il loro uso contro obiettivi ben difesi in incursioni diurne fu un errore e l'Alto Comando perse tutta la fiducia negli Zeppelin, lasciando al Servizio Aereo Navale ogni ulteriore impiego di tali mezzi.
I dirigibili furono utilizzati principalmente in compiti di ricognizione sul Mare del Nord e il Mar Baltico, l'ammirabile resistenza degli Zeppelin portò le navi da guerra tedesche in prossimità di numerosi vascelli alleati. Nel corso dell'intera guerra circa 1 200 voli di ricognizione vennero eseguiti. Il Servizio Aereo Navale diresse un buon numero di incursioni strategiche contro la Gran Bretagna, aprendo la strada alle tecniche di bombardamento e costringendo i britannici a mantenere in efficienza i sistemi di difesa antiaerea. I primi raid di Zeppelin vennero approvati dal Kaiser nel gennaio 1915. Le incursioni erano solo notturne e dirette su obiettivi militari e, dopo che fu adottato l'oscuramento, molte bombe caddero casualmente sull'Inghilterra orientale.
La prima di queste incursioni avvenne il 19 gennaio 1915, il primo bombardamento al mondo di civili: due Zeppelin sganciarono 50 kg di bombe altamente esplosive e, senza effetto, 3 kg di bombe incendiarie su King's Lynn, Great Yarmouth e i villaggi circostanti. In tutto vennero uccise cinque persone, anche se la reazione dell'opinione pubblica e della stampa fu totalmente sproporzionata rispetto al prezzo pagato in vittime. Ci furono altre diciannove incursioni nel 1915, che sganciarono 37 tonnellate di bombe e uccisero 181 persone, ferendone 455. Le difese britanniche erano inizialmente divise tra la Royal Navy e l'esercito, il quale prese il pieno controllo nel febbraio 1916; una varietà di cannoni di piccolo calibro venne convertita per l'utilizzo antiaereo. Furono introdotti riflettori da contraerea; inizialmente erano gestiti dalla polizia, la cui inesperienza però portò a scambiare molte nuvole illuminate per dirigibili. Le difese aeree contro gli Zeppelin erano improvvisate e le carenze dei primi aerei fecero sì che il primo successo fu ottenuto lanciando bombe su di essi. Il primo uomo che riuscì ad abbattere uno Zeppelin fu R.A.J. Warneford dell'RNAS, volando su un Morane Parasol, il 7 giugno 1915: sganciando sei bombe da 9 kg diede fuoco all'LZ 37 sopra Gent, ottenendo per questo la Victoria Cross.
Le incursioni continuarono nel 1916: Londra venne bombardata accidentalmente in maggio e in luglio il Kaiser permise le incursioni dirette contro i centri urbani. Nel 1916 ci furono 23 raid, durante i quali si sganciarono 125 tonnellate di bombe, uccidendo 293 persone e ferendone altre 691. Le difese antiaeree intanto erano diventate più ostiche e vennero introdotti nuovi Zeppelin che raddoppiavano l'altitudine operativa, da 1 800 a 3 750 metri. Per evitare i riflettori questi apparecchi volavano sopra lo strato di nubi quando possibile, abbassando un osservatore sotto di esse per dirigere il bombardamento. L'aumentata sicurezza fu controbilanciata dall'ulteriore sforzo richiesto agli equipaggi e dall'introduzione da parte dei britannici, a metà del 1916, di un aereo da caccia in grado di sparare in avanti. La prima vittoria nella caccia notturna venne il 2 settembre 1916 quando W. Leefe-Robinson abbatté uno dei sedici dirigibili che componevano un gruppo di incursione su Londra. Anch'egli ottenne la Victoria Cross.
L'introduzione di caccia efficaci equipaggiati con un nuovo tipo di pallottole esplosive segnò la fine della minaccia degli Zeppelin. Nuovi Zeppelin entrarono in servizio, in grado di operare a 5 500 metri di quota, ma ciò li esponeva a un freddo intenso e a forti venti, che con i loro improvvisi cambi di direzione dispersero molte incursioni. Nel 1917 e 1918 ci furono solo undici incursioni di Zeppelin contro l'Inghilterra, l'ultima delle quali avvenne il 5 agosto 1918 e causò la morte del capitano di corvetta Peter Strasser, comandante del Dipartimento Aeronavale della Marina tedesca.
Un totale di ottantotto Zeppelin fu costruito durante la guerra. Oltre sessanta vennero persi, equamente divisi tra incidenti e azione nemica. Vennero intrapresi 51 raid, scaricando 5 806 bombe del peso totale di 196,5 tonnellate, che uccisero 557 persone e ne ferirono 1 358. Si è sostenuto che queste incursioni furono efficaci, non tanto per i danni materiali quanto per essere riuscite a ostacolare e diversificare la produzione bellica, costringendo i britannici a impiegare dodici squadroni e 10 000 uomini nella difesa aerea.
Altri raid furono compiuti sulla Francia (inclusa Parigi), un singolo raid coinvolse Napoli, mentre altre nazioni nemiche della Germania furono semplicemente sorvolate, cercando di sfruttare il panico che la comparsa di uno Zeppelin da bombardamento poteva suscitare nella popolazione.
Uno Zeppelin fu inoltre modificato per raggiungere, partendo dall'alleata Bulgaria, l'Africa Orientale Tedesca, e rifornire le truppe imperiali superando il blocco navale inglese; la missione si rivelò un insuccesso grazie alle false informazioni rilasciate ad arte dai servizi segreti, che convinsero i tedeschi della resa di tutto il loro contingente africano. Il dirigibile interruppe così il suo viaggio quando era già al di sopra del Sudan e ritornò in Europa, ove fu momentaneamente modificato per assumere compiti di bombardamento, compiendo in particolare il raid contro Napoli. Andò perso in un incidente mai chiarito mentre si dirigeva per un secondo raid contro l'Italia meridionale, inabissandosi in fiamme a sud-est di Otranto.

### Dopo la prima guerra mondiale
Gli Zeppelin vennero del tutto abbandonati in seguito alle sconfitte durante la Grande Guerra e i governi li riciclarono ad altri scopi. Dei modelli turistici vennero introdotti negli anni successivi, ma con meno successo delle mongolfiere.
Vengono inoltre prodotti per pubblicità, come ad esempio gli Zeppelin Goodyear utilizzati negli eventi automobilistici sponsorizzati dalla compagnia, come la 24 ore di Le Mans

## Filatelia

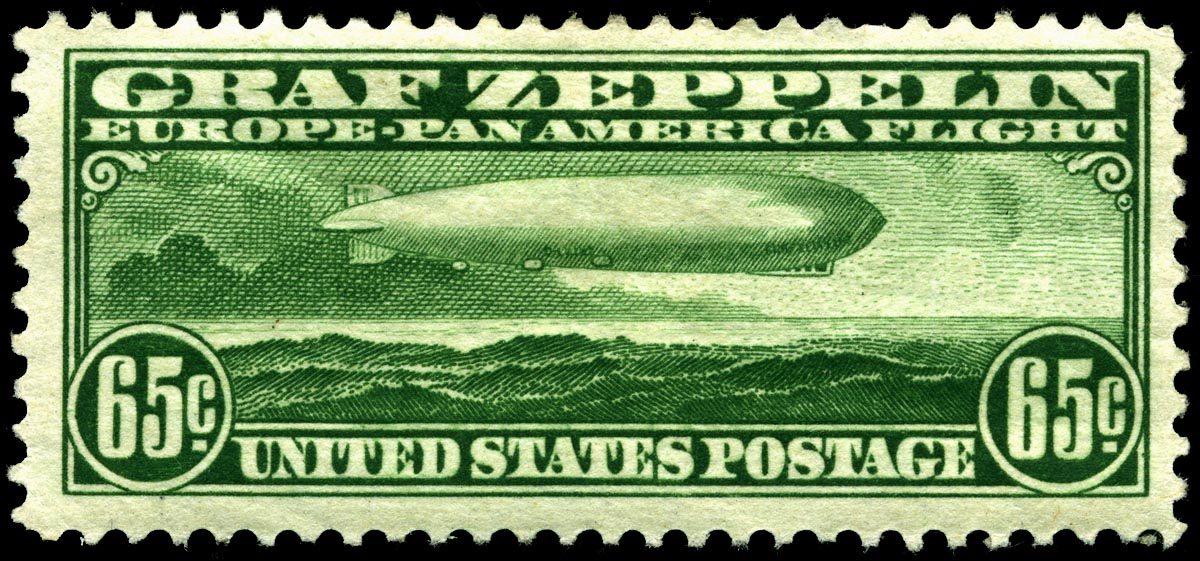
Francobollo statunitense

La storia degli Zeppelin è di particolare interesse per i collezionisti di francobolli. Dal 1909 al 1939, gli Zeppelin trasportavano la corrispondenza durante i loro voli internazionali, comprese buste affrancate e annullate, preparate da e per i collezionisti. Molte nazioni emisero francobolli ad alto valore facciale, intesi apposta per l'affrancatura della posta trasportata dagli Zeppelin. Tra le buste più rare ci sono quelle a bordo del tragico volo dell'Hindenburg; le poche che sopravvissero hanno invariabilmente i bordi carbonizzati e valgono migliaia di euro.